# バート・シュヴァルバッハ
バート・シュヴァルバッハ (ドイツ語: Bad Schwalbach, ドイツ語発音: [baːt ˈʃvalbax] ( 音声ファイル)) は、ドイツ連邦共和国ヘッセン州ダルムシュタット行政管区のラインガウ＝タウヌス郡の郡庁所在地である。本市は1927年4月21日まではランゲンシュヴァルバッハと称していた。本市はヘッセンで最も古い鉱泉の街であり、2014年からはクナイプ水浴地に指定されている。

## 地理

### 位置
バート・シュヴァルバッハは、ヘッセン州の州都ヴィースバーデンの北西約 20 km に位置する温泉町である。中核市区は、ヒンタータウヌス西部の高度 289 m から 465 m に位置する。アール川左岸の支流ネッセルバッハ川が流れる谷に全長 2.5 km にわたって長く延びた形をしている。町域の 56 % 以上が森林である。

### 隣接する市町村
バート・シュヴァルバッハは、北はホーエンシュタイン、東はタウヌスシュタイン、南はシュランゲンバート、西はハイデンロートと境を接している。

### 市の構成
本市は、アドルフスエック市区、バート・シュヴァルバッハ中核市区、フィッシュバッハ市区、ハイムバッハ市区、ヘッテンハイン市区、ランゲンザイフェン市区、リントシート市区、ラムシート市区からなる。
バート・シュヴァルバッハ中核市区以外の7つの市区は、それぞれオルツベツィルク（地区）を形成している。各オルツベツィルクはそれぞれ、オルツフォアシュテーアー（地区代表）の下、7人からなるオルツバイラート（地区委員会）を有している。

## 歴史
バート・シュヴァルバッハは、1352年に Langinswalbach として初めて文献に記録されており、1364年には教区として記載がある。この他に史料には、1360年に Swalbach、16世紀初めに Langenschwalbach という記述がある。鉱泉に関する信頼に足る記録は1568年のヴォルムスの医師タベルネモンタヌスによるものである。彼は、1581年に出版された彼の作品 Neuw Wasserschatz でもこの村を知らしめた。シュパイアーの補佐司教ハインリヒ・ファブリキウスは、早くも1583年にバート・シュヴァルバッハの炭酸泉で湯治を行った。ランゲンシュヴァルバッハは、三十年戦争で完全に破壊されたにもかかわらず急速に復興し、薬湯の販売で隆盛し始めた。当初この水は、瓶や樽に入れて発送されていた。治療を求めるわずかな人だけがタウヌスへの困難な道を旅した。

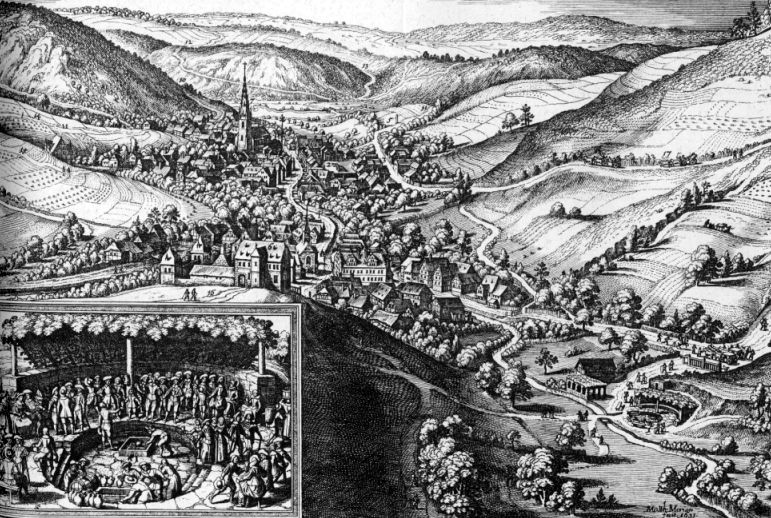
1655年に出版されたマテウス・メーリアンの銅版画に描かれたバート・シュヴァルバッハ

中世のランゲンシュヴァルバッハは、マインツ選帝侯領に属す「ユーバーヘーヒシェ・デルファー」15か村の一つであった。時代とともにカッツェンエルンボーゲン伯が、ラインガウアー・ゲビュック外のこの村に対する影響力を増して行き、最終的にはカッツェンエルンボーゲン伯領の一部であるニーダーグラーフシャフト領となり、アムト・ホーエンシュタインに組み込まれた。1729年にランゲンシュヴァルバッハがアムト・ホーエンシュタインの行政機関の所在地となったが、アムトの名称は変更されなかった。1794年にフランスがライン川左岸を占領した後、ニーダーグラーフシャフト領全域の行政府がランゲンシュヴァルバッハに移転した。1806年からナポレオンの名の下で、ランゲンシュヴァルバッハ知事バルタザール・ピーチュがランゲンシュヴァルバッハから Pays réservé de Catzenellenbogen（旧カッツェンエルンボーゲン・ニーダーグラーフシャフト）を統治した。最終的には1816年10月17日にナッサウ公国がこの地域を併合し、ランゲンシュヴァルバッハは公国のアムトの所在地となった。

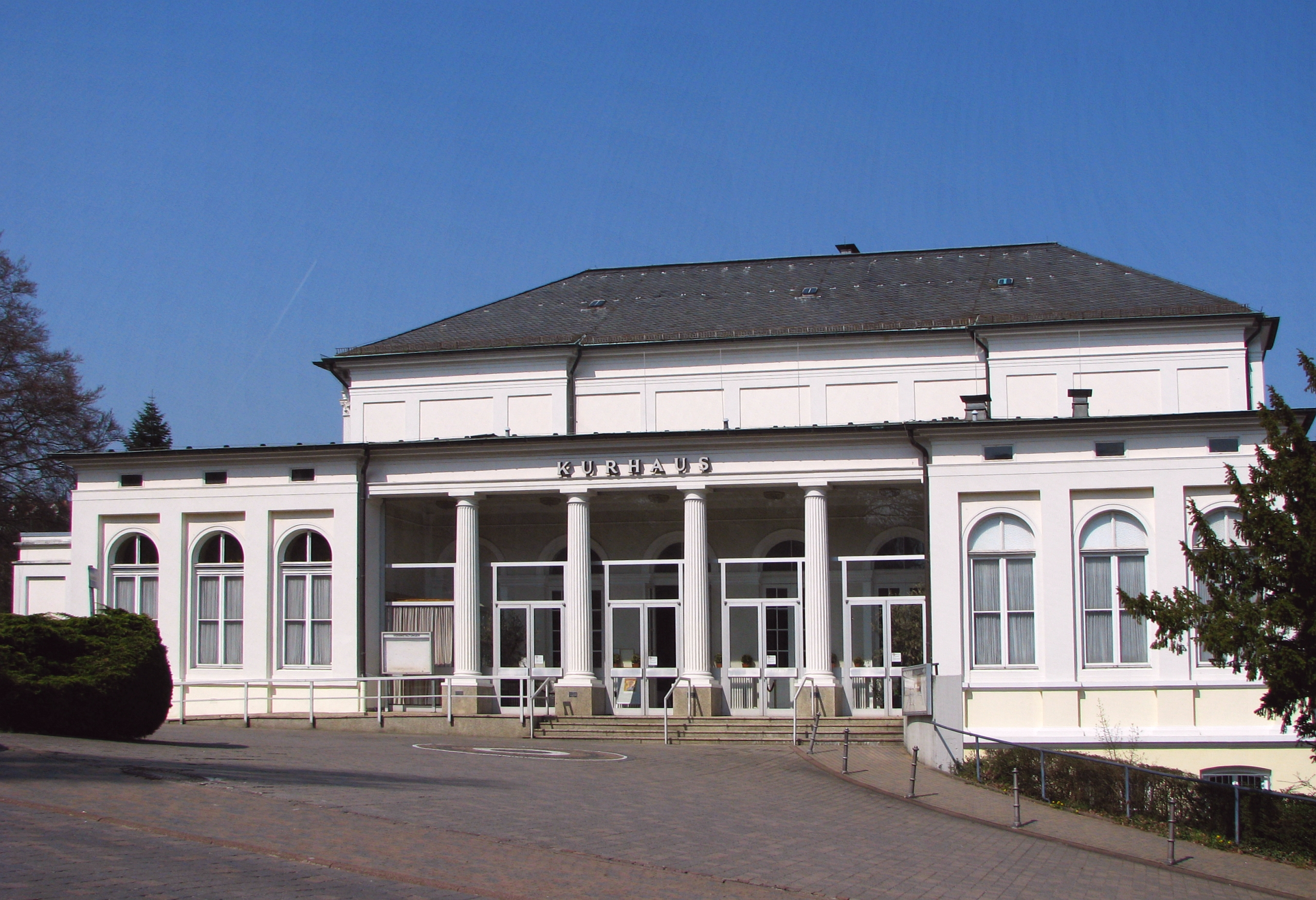
バート・シュヴァルバッハのクアハウス

19世紀初めの道路建設により交通の便が良くなったことで、温泉業が盛んになった。1830年にフランシス・ヘッドが「Bubbles from the Brunnen」（直訳: 泉の泡）を上梓し、タウヌスの温泉はイギリスで有名になった。数多くの諸侯や伯爵が湯治に、あるいはカジノに訪れたが、そこにはそれほど位の高くない人々もやって来た。ナッサウへの併合や「Bubbles…」発刊後の隆盛期には、シュランゲンバートやシュヴァルバッハはバート・エムスやヴィースバーデンと比べても立地の不足はなかった。1879年までのクルザール・バウ（現在のルネサンス建築のクアハウス）の建設では、より快適な温泉施設を望む声が考慮された。地元施設の改善と並行して、郵便馬車を使った旅（1845年頃まで）は、より早く、快適で、便利な鉄道による旅へと代わっていった。1889年に完成した、ヴィースバーデンからランゲンシュヴァルバッハへのアールタール鉄道は、繁栄に大きく関わった。第一次世界大戦終結後、温泉客としての貴族の往来は急速に低下し、豪華な温泉から異なる社会階層からの要求に適合した一般客に開かれた温泉街への、長い時間を要し、時には深刻な経済状況の期間を伴った変化が始まった。その変化は第二次世界大戦後にようやく完了した。
ランゲンシュヴァルバッハ近くの森で、1800年末もしくは1801年初めに、タウヌス山地ランゲンハイン・イム・タウヌスのカタリーナ・プファイファーは、強盗ヨハネス・ビュックラーの息子を産んだとされている。

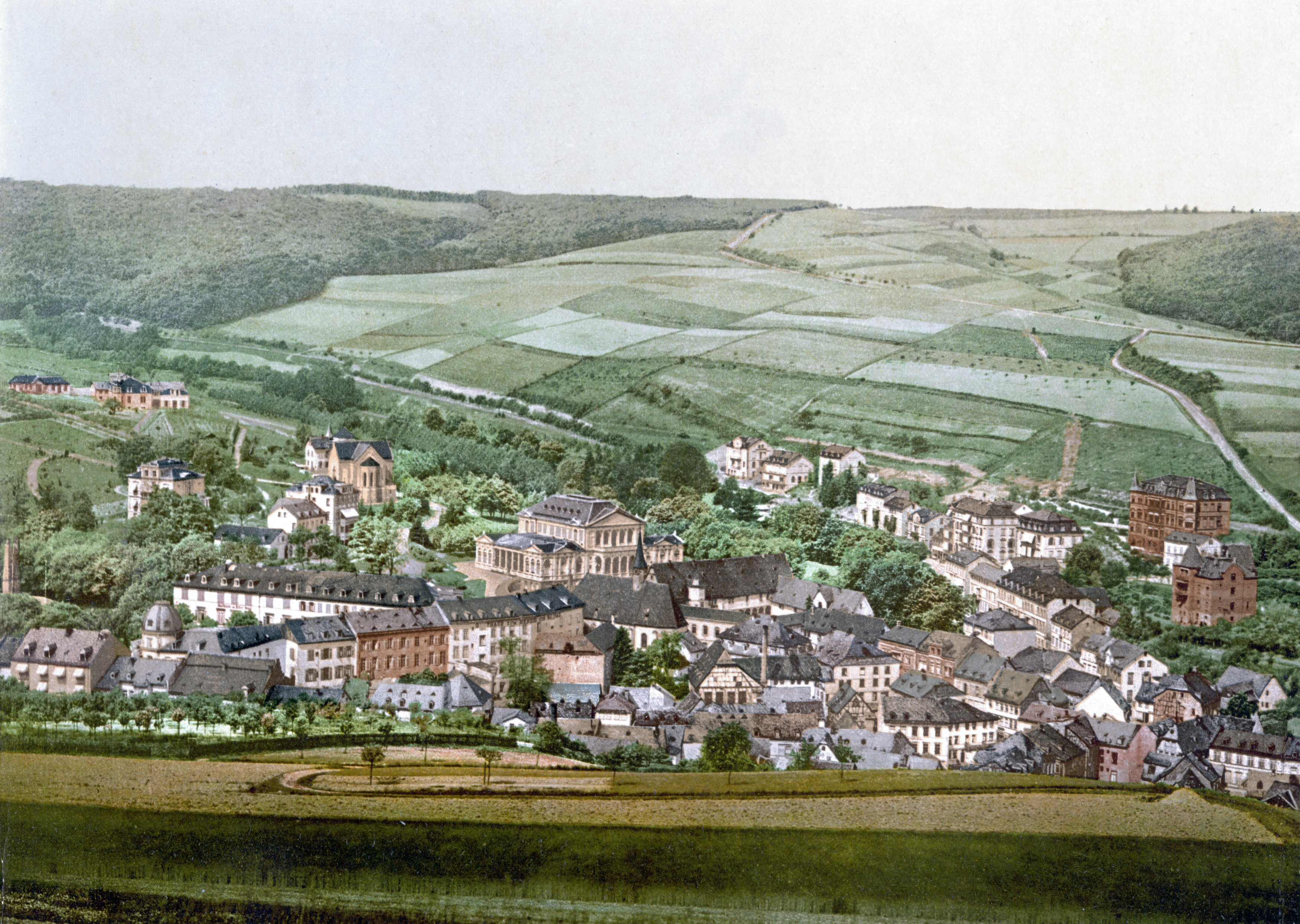
1900年頃のバート・シュヴァルバッハの絵はがき

カーナボン卿は1901年にベーダー通りで自動車を運転中に酷い交通事故に遭い、亡くなるまでその後遺症に苦しんだ。彼は健康上の理由から冬の間エジプトに滞在することを好み、そこでツタンカーメン王墓の共同発見者であるハワード・カーターと出会い、王家の谷の発掘を経済的に支援した。カーナボン卿は1923年4月5日に亡くなった。

### 市町村合併
ヘッセン州の地域再編に伴い、1971年12月31日に、それまで独立した町村であったアドルフスエック、フィッシュバッハ、ハイムバッハ、ヘッテンハイン、ランゲンザイフェン、ラムシートが自由意思に基づき合併した。リントシートは、1977年1月1日に州法の発効により合併した。全ての市区は、オルツバイラート（地区委員会）とオルツフォアシュテーアー（地区代表）を有するオルツベツィルク（地区）を形成している。

## 行政

### 議会
バート・シュヴァルバッハの市議会は、31議席で構成されている。

### 首長
2019年11月124日の市長選挙決選投票で、マルクス・オーベルンデルファー (SDP) は 56.5 % の票を獲得してアンドレアス・ルック（無所属）に勝利し、市長に選出された。この選挙の投票率は 42 % であった。

### 姉妹都市
本市は以下の自治体と公的な友好関係にある。
- ビュク（フランス語版、英語版）（フランス、イヴリーヌ県）1993年[14]

## 文化と見所

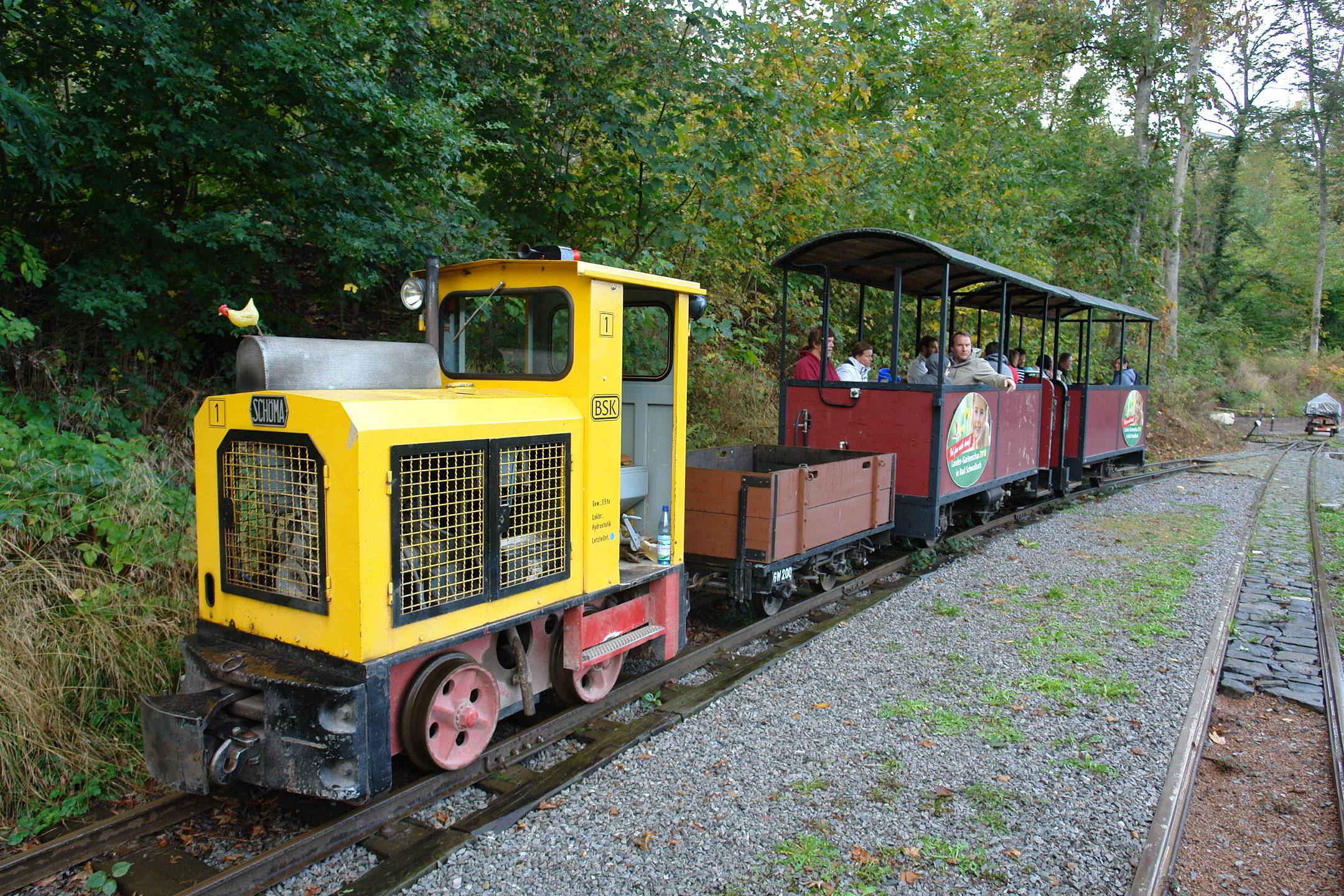
バート・シュヴァルバッハー・クアバーン

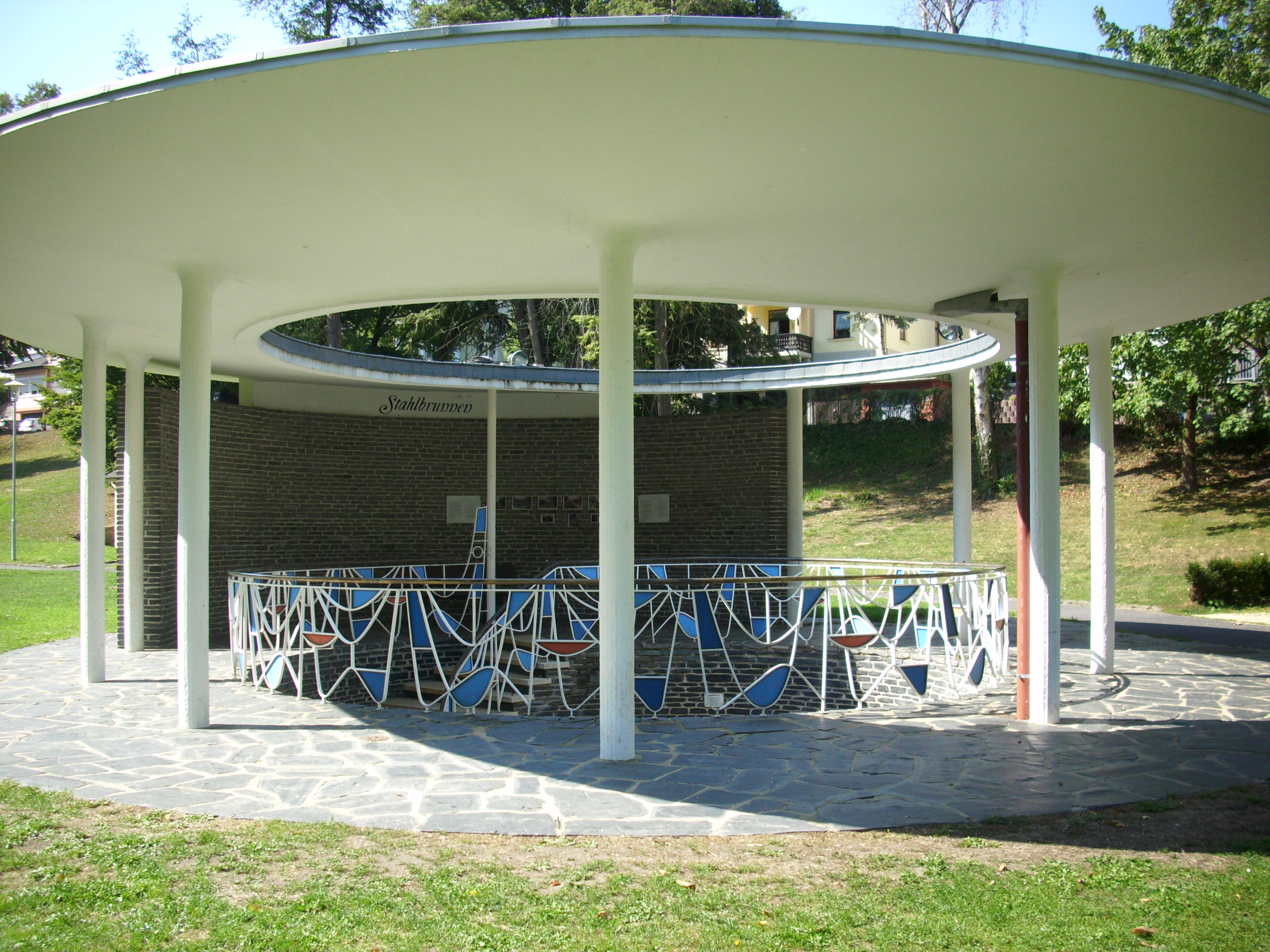
バート・シュヴァルバッハの泉の1つシュタールブルネン

- バート・シュヴァルバッハー・クアバーン（鉄道）が町や温泉の歴史への特別な入口となっている。その列車は、クアパルク内のかつての泥炭輸送鉄道の線路上を走行している。バート・シュヴァルバッハー・クアバーンの列車は4月から10月までの日曜祝日ごとに運行している。この路線はモーアバーデハウス駅からモーアグルーベン、ゴルフハウス、シュヴァルベンブルネン、ヴァルトゼー駅を経由する[15]。
- 2018年4月28日から2018年10月7日まで、バート・シュヴァルバッハでヘッセン州庭園博2018が開催された。
- この町の見所には、7つの泉、エリーザベーテンテンペルをはじめとする数多くの園亭が挙げられる。エリーザベーテンテンペルは、ランゲンシュヴァルバッハに滞在したオーストリア＝ハンガリー皇妃エリーザベトによって創建された。ここからは都市を望む素晴らしい眺望が得られる。
- 市の北部に、記念の場として利用されている屋根付きのベンチ「アレクサンダース・レスト」がある。

### 博物館
- 温泉・都市・薬局博物館は、2002年に新たな展示品をそろえて開館した。訪問者は、その展示により、バート・シュヴァルバッハの歴史と温泉について学ぶことができる。この博物館は、かつて個人が運営していた薬局博物館を包含している。薬局博物館は、1642年に創設され、完全な設備を有していたタウヌス地方最古の薬局であるアドラー薬局を再現している[16]。博物館内には市立文書館も入居している。

### 宗教と教会
- 十字架教会
- マルティン＝ルター教会
- 新使徒教会（ドイツ語版、英語版）
- 聖エリーザベト教会
- 1938年まではバート・シュヴァルバッハにシナゴーグがあったが、「水晶の夜」によって焼失した。

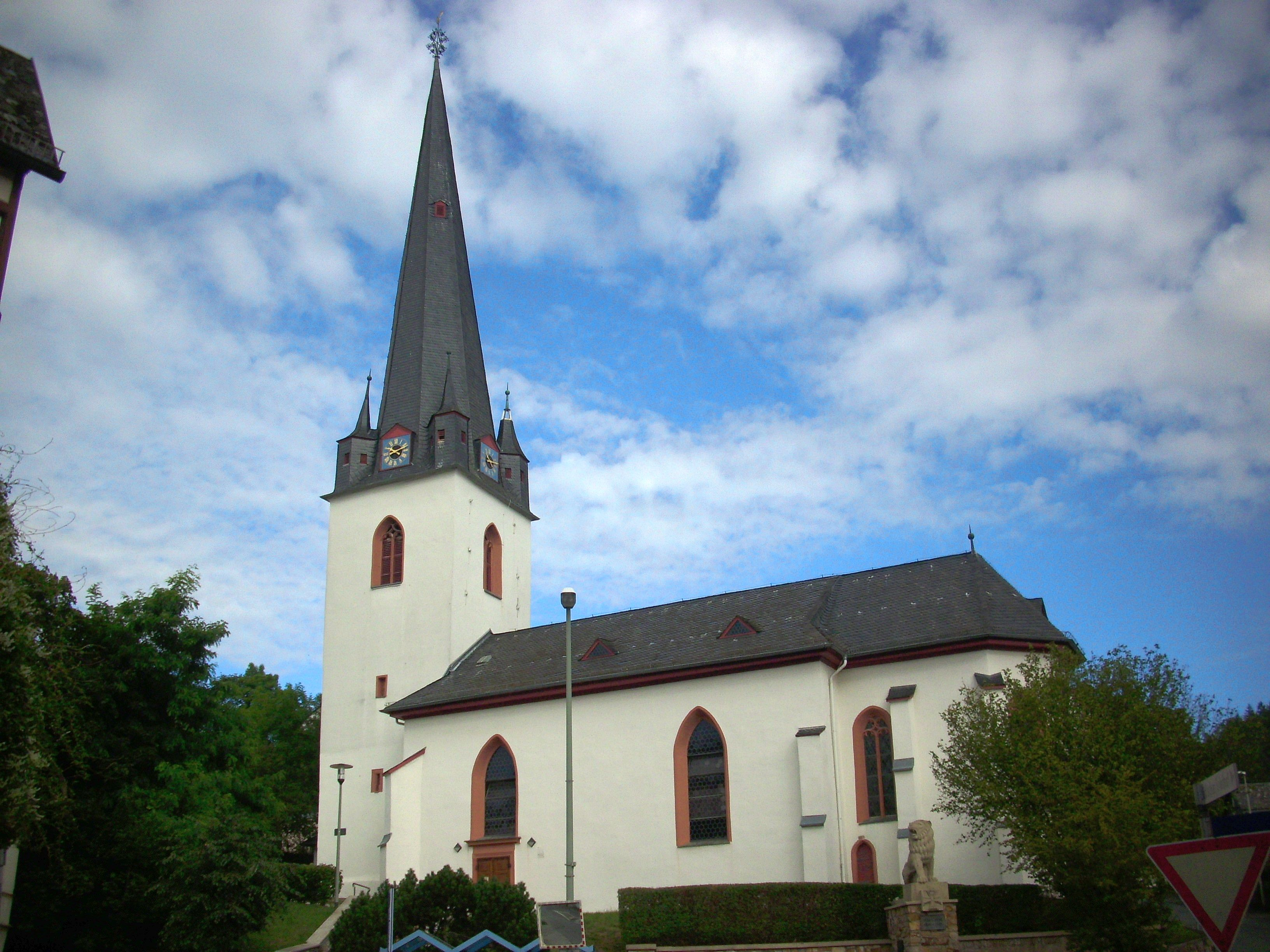
マルティン＝ルター教会
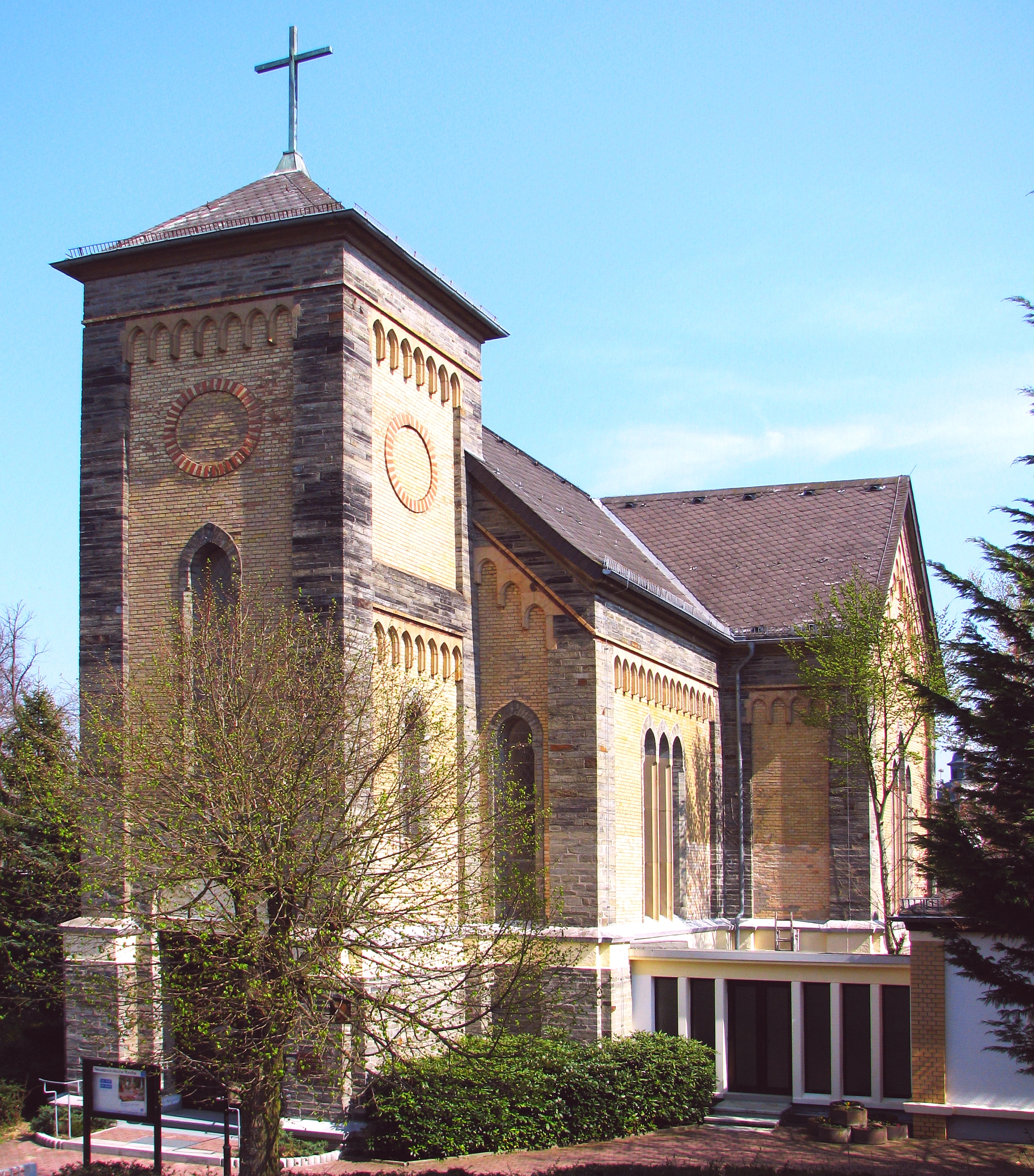
新使徒教会
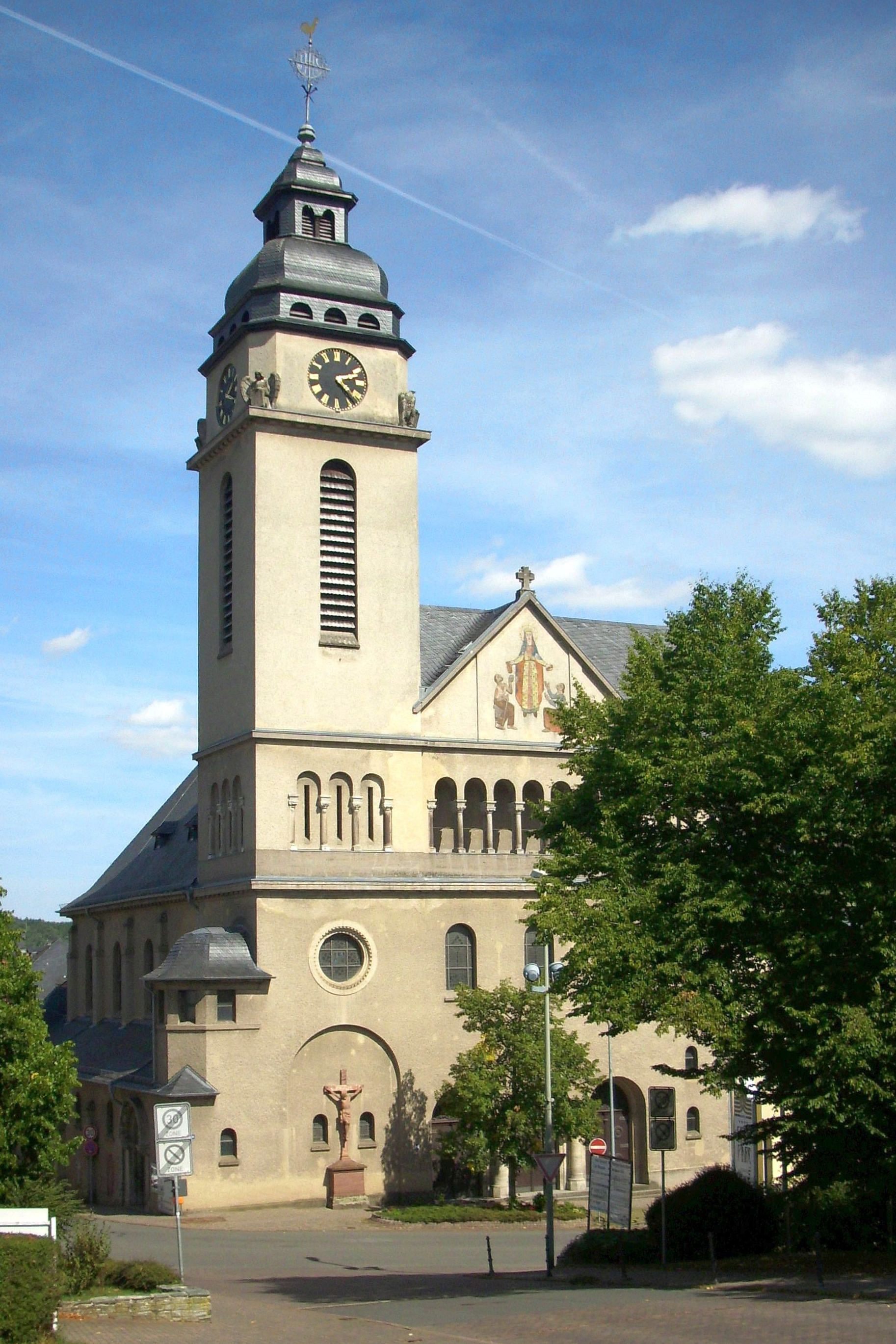
聖エリーザベト教会

## 経済と社会資本

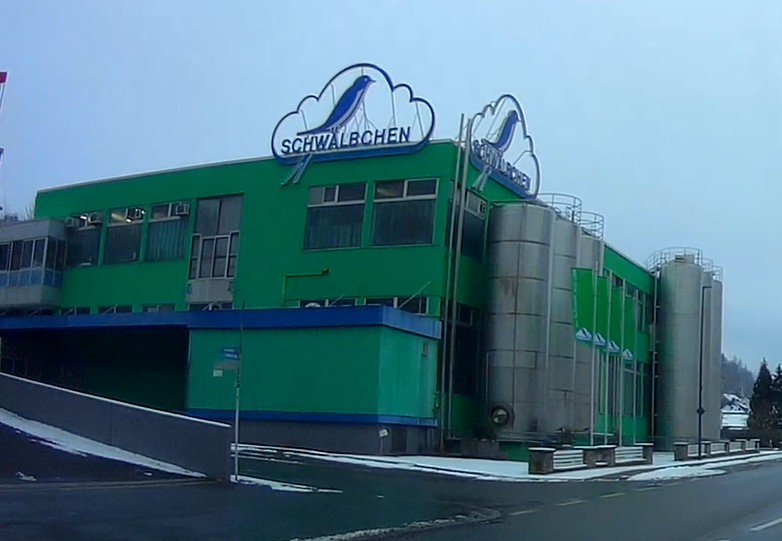
シュヴェルブヒェン・モルケライ

### 企業
この街最大の雇用主がシュヴェルブヒェン・モルケライ（乳製品製造）である。クリニークツェントルム・リンデンアレー mbH は、学際的リハビリテーションクリニックで、約190人の従業員を擁する。「バート」の称号にふさわしく、バート・シュヴァルバッハには一連の医療機関がある。たとえば、DRVヘッセンのクリニーク・アム・パルク、DRVオルデンブルク＝ブレーメンのモンタヌス＝クリニーク、オットー＝フリッケ＝クランケンハウス・パウリーネンベルクなどである。

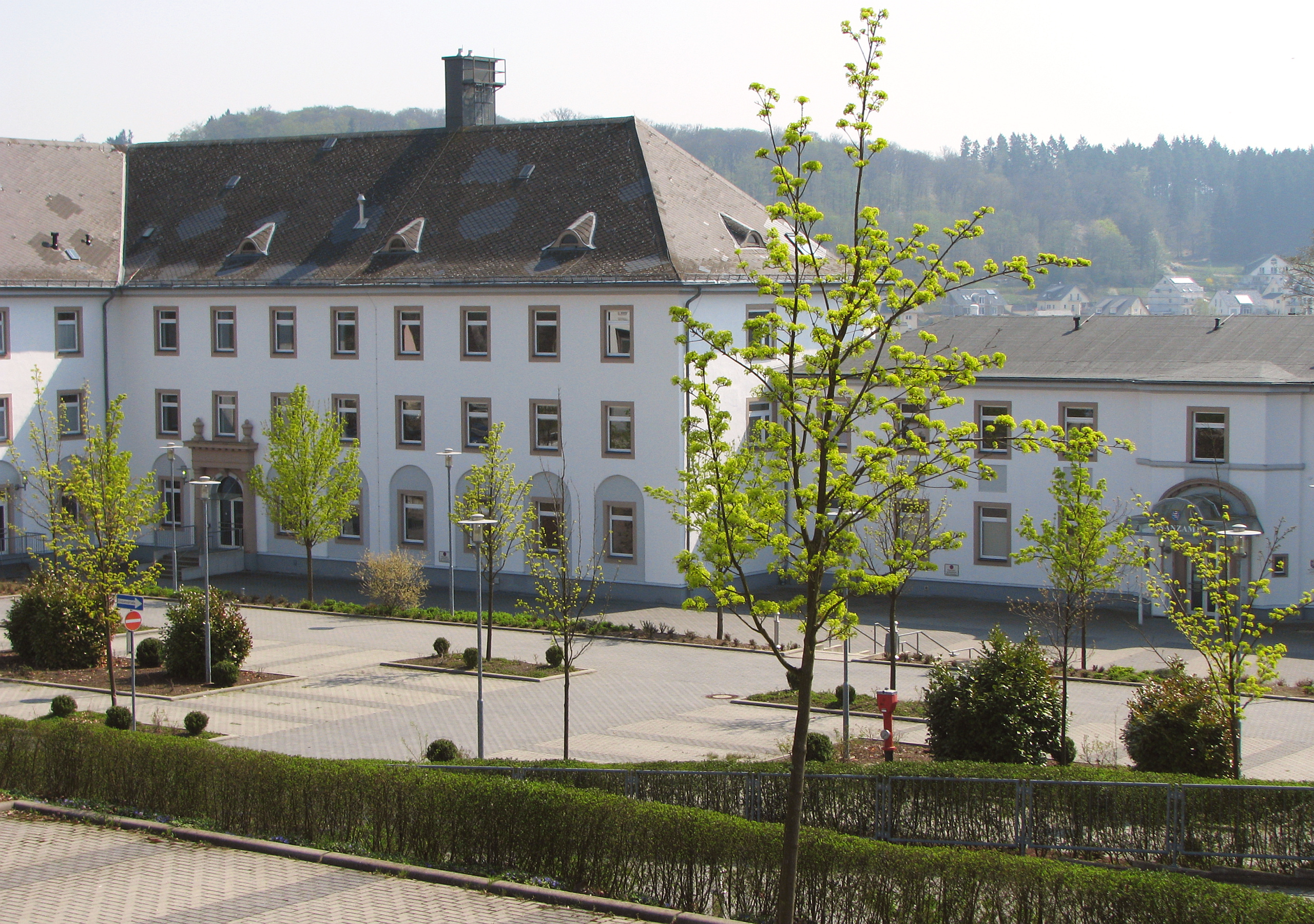
バート・シュヴァルバッハ税務署

### 役所
バート・シュヴァルバッハ区裁判所の本部はこの街にある。この街には市の行政機関の他に、職業安定所、税務署、警察署が、バート・シュヴァルバッハ支所を置いている。税務署や警察署は、エムザー通りの行政センターにある。

### 消防団
バート・シュヴァルバッハ消防団が防火防災を担っている。

### 交通
バート・シュヴァルバッハは、温泉街道とも呼ばれる連邦道 B260号線およびB54号線、B275号線に面している。アウトバーンのインターチェンジは、15 km 離れた場所に A66号線のヴィースバーデン＝フラウエンシュタイン・インターチェンジが、20 km 離れた場所に A3号線のイトシュタイン・インターチェンジがある。
バート・シュヴァルバッハ駅はアールタール鉄道の駅である。この路線は1986年以降、一般の旅客輸送を行っていない。バート・シュヴァルバッハは、ドイツでも珍しい、鉄道が定期運行していない郡庁所在地の一つとなっている。この路線は、ヘッセン州の最も長い文化財となっており、シーズンによっては週末にナッサウ観光鉄道により歴史的車両の運行が行われている。ヴィースバーデン・シュタットバーン・プロジェクトの一環として、1998年から2001年までの間、バート・シュヴァルバッハとヴィースバーデンとの間で旅客運行の再開が議論された。現在は、アールタール鉄道をシュタットバーンまたは地方鉄道として再開する計画がある。バート・シュヴァルバッハー・クアバーンは、週末に運行される狭軌鉄道であり、モーアバーデハウスからモーアグルーベンへのレジャー交通として利用されている。

### 学校と教育
- ニコラウス＝アウグスト＝オットー＝シューレ（ギムナジウム上級課程を含む共同型総合学校、生徒数約1,200人）
- ヴィートバッハシューレ（基礎課程学校）
- ヤヌシュ＝コルチャック＝シューレ（学習補助学校、特別教育助言・養護センター）
- 国際オペラアカデミー（オペラ歌手養成の職業専門学校）

バート・シュヴァルバッハ市民大学は、アドルフ通りに拠点を有している。バート・シュヴァルバッハにはこの他に多くの幼稚園や託児所がある。

## 人物

### 出身者
- ポリッセナ・ダッシア＝ローテンブルグ（1706年 - 1735年）サルディーニャ王妃
- エトムント・ホイジンガー・フォン・ヴァルデッグ（ドイツ語版、英語版）（1817年 - 1886年）建築家、機械製造技師、鉄道エンジニア
- ラインハルト・ズーレン（ドイツ語版、英語版）（1916年 - 1984年）海軍司令官、Uボート艦長
- イェルク・ファウザー（ドイツ語版、英語版）（1944年 - 1987年）作家、ジャーナリスト
- クラウス＝ペーター・ヴィルシュ（ドイツ語版、英語版）（1961年 - ）政治家、連邦議会議員
- クリスティアン・ヴェルナー（ドイツ語版、英語版）（1979年 - ）自転車競技選手
- エロル・ブルト（ドイツ語版、英語版）（1975年 - ）トルコのサッカー選手

### ゆかりの人物
- アントン・ミロウ（ドイツ語版、英語版）（1578年 - 1627年）フランドルの画家、スケッチ・シリーズ「シュヴァルバッハの旅」を制作した。
- マテウス・メーリアン（1593年 - 1650年）銅版画家。バート・シュヴァルバッハで亡くなった。
- アドルフス・ブッシュ（ドイツ語版、英語版）（1839年 - 1913年）アメリカ合衆国の企業家。リントシャイトで亡くなった。
- パウル・ヴァロット（ドイツ語版、英語版）（1841年 - 1912年）国会議事堂の建築家
- フリードリヒ・デーリッチュ（1850年 - 1922年）アッシリア学者。バート・シュヴァルバッハで亡くなった。
- ユリウス・リッパート（ドイツ語版、英語版）（1895年 - 1956年）ジャーナリスト、国家社会主義の政治家
- アレクセイ・フォン・ヤウレンスキー（1865年または1864年 - 1941年）ロシアの表現主義の画家。1927年にバート・シュヴァルバッハに滞在した[17]。

## 関連図書
- David François Merveilleux; Pierre Joseph de LaPimpie Solignac (1739). Amusemens des Eaux de Schwalbach, Oder Zeitvertreibe Bey den Wassern zu Schwalbach, Denen Bädern zu Wiesbaden, und dem Schlangenbade. Lüttich: Kints 2021年6月18日閲覧。
- Jörg Diefenbacher (2002). Die Schwalbacher Reise. Mannheim: J. Diefenbacher. ISBN 978-3-00-008209-2
- Peter Bayerlein (2003). Schinderhannes-Ortslexikon : von Abentheuer bis Züsch. Mainz-Kostheim: Probst. ISBN 978-3-936326-32-1
- Gisela Ephan (2007). Nur die Erinnerung bleibt…. Neckenmarkt: Ed. Nove. ISBN 978-3-85251-015-6

### 訳注
1. ↑  ドイツ語: Gebückは、樹木や逆茂木などで国境を護る鹿砦を意味する。